# Јоаким Осоговски
Преподобни Јоаким Осоговски је хришћански светитељ и испосник из XI века.
Преподобни Јоаким је био Словен по пореклу, родом из западних крајева (негде око данашњег Врања). Подвизавао се у другој половини XI века у планини Осоговској код Криве Планине, на месту званом Сарандапор, због чега се још назива и Сарандапорски. Живео је хришћански и испоснички по угледу на своје савременике Јована Рилског, Прохора Пчињског и Гаврила Лесновског. Били су то по једном мишљењу - "први српски калуђери".
Умро је око 1105. године.
У време византијског цара Манојла I Комнена (1143—1180) прослављан је као преподобни, и на месту где се подвизавао подигнут је чувени Осоговски манастир. Постоји Јоакимово "Житије" настало у 11. (или вероватније у 12.) веку. По његовом житију: Јоаким је прво дошао у место звано Градац. Затим се настанио у Бабином долу, на реци Скупици. Манастир је по народном предању подигао пола века после његове смрти, један монах подвижник који се ту настанио. Био је то калуђер Теофан из Овчијег Поља. Народ тог краја је светитеља звао увек са "Јаћим Егри-Паланачки". У манастирском храму су биле похрањене мошти светог Јоакима, док нису Турци уништили манастир. Тада су његове нетрулежне мошти однете у Молдавију, и похрањене у православну цркву у граду Јашију.
Православна црква прославља светог Јоакима 16. августа по јулијанском календару.
Његов лик се налазио на фресци, у цркви св. Арханђела у селу Завој код Пирота, пред потапања у Завојско језеро 1964. године.
Напомена: Овај чланак, или један његов део, изворно је преузет из Охридског пролога Николаја Велимировића.